# 古努普尔
古努普尔（Gunupur），是印度奥里萨邦Rayagada县的一个城镇。总人口21196（2001年）。

## 人口
该地2001年总人口21196人，其中男性10652人，女性10544人；0—6岁人口2413人，其中男1216人，女1197人；识字率63.24%，其中男性为71.62%，女性为54.77%。